# Епархия Каметы
Епархия Каметы  (лат. Dioecesis Cametanensis) — епархия Римско-Католической церкви с центром в городе Камета, Бразилия. Епархия Каметы входит в митрополию Белен-до-Пара. Кафедральным собором епархии Каметы является церковь святого Иоанна Крестителя.

## История
29 ноября 1952 года Святой Престол учредил территориальную прелатуру Каметы, выделив её из архиепархии Белен-до-Пара.
6 февраля 2013 года Римский папа Бенедикт XVI преобразовал территориальную прелатуру Каметы в епархию.

## Ординарии епархии
- епископ Cornélio Veerman (27.12.1961 — 8.08.1969);
- епископ José Elias Chaves Júnior (21.05.1980 — 20.09.1999);
- епископ Jesús María Cizaurre Berdonces (23.02.2000 — по настоящее время).

## Источник
- Annuario Pontificio, Libreria Editrice Vaticana, Città del Vaticano, 2003, ISBN 88-209-7422-3